# Макима
Ма́кима (яп. マキマ) — один из главных персонажей первой части манги «Человек-бензопила».

## Описание
Макима — глава 4-го отдела Бюро общественной безопасности. В начале произведения представлена загадочной молодой женщиной: уверенной и хладнокровной, при этом улыбчивой и дружелюбной. Именно она приняла Дэндзи, главного героя манги и аниме, в ряды Бюро. Однако по мере развития сюжета черты истинной природы Макимы постепенно выходят наружу: она не проявляет никаких чувств по отношению к окружающим, более того, ловко манипулирует всеми в достижении своих целей и не терпит неповиновения. А всё потому, что в действительности Макима — Демон-завоевание (яп. 支配の悪魔 Сихай-но Акума). Стремится взять Демона-бензопилу под контроль, чтобы избавить мир от страхов и смертей. Вполне осознаёт, что является «порождением зла», но считает своё положение неизбежным, будучи оружием в руках японского правительства. Макима — одна из сильнейших демонов, обладательница редких физических и сверхъестественных способностей. Она внушает страх абсолютно всем: и людям, и демонам, и одержимым. По словам президента Америки, все страны, кроме США, уже давно отказались от идеи противостоять Макиме.

## Разработка
Образ Макимы создан на основе персонажа манги Uchouten Kazoku Бэнтэн и главной героини OVA-сериала FLCL Харуко Харухары.

## Этимология
Первая половина имени «маки» (яп. マキ) происходит от Makita — японский производитель электроинструментов, известный своими фирменными бензопилами, что является отсылкой к её одержимости Демоном-бензопилой. «Ма» (яп. マ) может являться частью японского слова «акума» (яп. 悪魔), обозначающего «демон» (отсылка к истинной форме Макимы).

## Критика
Даника Дэвидсон из журнала Otaku заявила, что лучшая часть истории вращается вокруг отношений между Дэндзи, Макимой и Пауэр.
Критик Рэйчел Налмах отметила, что она была глубоко тронута сюжетной линией, в том числе отношениями «любовь — ненависть» Макимы с Дэндзи, и завершила свою статью словами: «Помимо основной линии, в манге отражена трагедия подростковой любви».
Сайт Entoin в своём рейтинге поставил Макиму на первое место среди женских персонажей «Человека-бензопилы», назвав её «милой, нежной, дружелюбной, общительной и доброжелательной», а также «хитрой с манипулирующими чертами характера».
Эрик Козура из CBR назвал персонажа «одной из самых пугающих фигур» в аниме-сериале.
Polygon назвал Макиму «самым интересным второстепенным персонажем».

### Комментарии
1. ↑  Было подтверждено на выставке, посвящённой аниманге «Человек-бензопила», в 2023 году